# Coenotephria fuscovittata
Coenotephria fuscovittata là một loài bướm đêm trong họ Geometridae.